# 阿諾德 (堪薩斯州)
阿諾德（英語：Arnold）是位於美國堪薩斯州內斯縣的一個非建制地區。

## 地理
阿諾德所處的海拔為高於海平面782米（即2566英呎），而該地所採用的時區為UTC-6，即北美中部時區（CST）。同時該地設有夏令時間，為UTC-6調快一小時，即UTC-5（CDT）。